# NGC 4723
NGC 4723 é uma galáxia espiral (Sm) localizada na direcção da constelação de Corvus. Possui uma declinação de -13° 14' 12" e uma ascensão recta de 12 horas, 51 minutos e 03,0 segundos.
A galáxia NGC 4723 foi descoberta em 1882 por Ernst Wilhelm Leberecht Tempel.